# Little Falls (Minnesota)
Little Falls é uma cidade localizada no estado americano de Minnesota, no Condado de Morrison.

## Demografia
Segundo o censo americano de 2000, a sua população era de 7719 habitantes.
Em 2006, foi estimada uma população de 8180, um aumento de 461 (6.0%).

## Geografia
De acordo com o United States Census Bureau tem uma área de 17,5 km², dos quais 16,2 km² cobertos por terra e 1,3 km² cobertos por água.

## Localidades na vizinhança
O diagrama seguinte representa as localidades num raio de 20 km ao redor de Little Falls.

## Personalidades
- Brian Kobilka (1955), Prémio Nobel de Química de 2012